# Aaron Baddeley
Aaron Baddeley (* 17. März 1981 in Lebanon, New Hampshire) ist ein australischer Profigolfer, der auch die US-amerikanische Staatsbürgerschaft besitzt.
Ab dem zweiten Lebensjahr wuchs er in Australien auf und galt mit 17, 18 Jahren als eines der vielversprechendsten Talente des Golfsports weltweit. Baddeley war er jüngste Spieler, der Australien je in der Eisenhower Trophy vertrat, und er gewann 1999 – als erster Amateur seit 1960 und als jüngster Titelträger überhaupt – die angesehenen Holden Australian Open.
Diesen Titel konnte er im Jahr darauf – schon als Berufsgolfer – verteidigen. Im Jahr 2001 siegte Baddeley bei der Greg Norman Holden International in Australien, einem Event, das auch zur European Tour zählt, und er vertrat sein Land beim WGC-World Cup. In der Saison 2002 spielte er auf der zweitgereihten, nordamerikanischen Nationwide Tour und qualifizierte sich über einen 10. Platz in der Jahreswertung für die große PGA TOUR. Baddeley reüssierte in seinen ersten beiden Spielzeiten mit zwei zweiten Plätzen, es mangelte ihm aber an Beständigkeit. Im Jahre 2006 gelang ihm dann sein erster Turniersieg, die Verizon Heritage.
In seiner Altersklasse wird Baddeley von seinem Landsmann Adam Scott überschattet, der kaum ein Jahr älter ist, und 2005 die Top 10 der Golfweltrangliste  erreicht hat, während er im April 2008 mit Platz 16 seine beste Platzierung aufgestellt hat.
Er ist mit Richelle verheiratet und hat Wohnsitze in Melbourne und in Scottsdale, Arizona.

## Turniersiege
- 1999 Holden Australian Open (PGA Tour of Australasia) – als Amateur
- 2000 Holden Australian Open (PGA Tour of Australasia)
- 2001 Greg Norman Holden International (PGA Tour of Australasia und European Tour)
- 2006 Verizon Heritage (PGA Tour)
- 2007 FBR Open (PGA Tour), MasterCard Masters (European Tour – Saison 2008 und PGA Tour of Australasia)
- 2011 Northern Trust Open (PGA Tour)
- 2016 Barbasol Championship (PGA Tour)

## Teilnahmen an Teambewerben
- World Cup: 2001
- Presidents Cup (Internationales Team): 2011

## Resultate bei Major Championships
| Turnier           | 2000 | 2001 | 2002 | 2003 | 2004 | 2005 | 2006 | 2007 | 2008 | 2009 | 2010 | 2011 | 2012 | 2013 | 2014 |
| ----------------- | ---- | ---- | ---- | ---- | ---- | ---- | ---- | ---- | ---- | ---- | ---- | ---- | ---- | ---- | ---- |
| Masters           | CUT  | CUT  | DNP  | DNP  | DNP  | DNP  | DNP  | T52  | CUT  | T17  | DNP  | T47  | T40  | DNP  | DNP  |
| US Open           | CUT  | DNP  | DNP  | DNP  | CUT  | DNP  | DNP  | T13  | T29  | DNP  | CUT  | CUT  | CUT  | CUT  | T23  |
| Open Championship | DNP  | CUT  | DNP  | DNP  | CUT  | DNP  | CUT  | CUT  | CUT  | DNP  | DNP  | CUT  | T69  | DNP  | DNP  |
| PGA Championship  | DNP  | DNP  | DNP  | T57  | DNP  | DNP  | T55  | CUT  | T13  | CUT  | DNP  | CUT  | T42  | DNP  | DNP  |

| Turnier           | 2015 | 2016 | 2017 | 2018 | 2019 |
| ----------------- | ---- | ---- | ---- | ---- | ---- |
| Masters           | DNP  | DNP  | DNP  | DNP  | DNP  |
| PGA Championship  | DNP  | T49  | DNP  | DNP  | DNP  |
| US Open           | DNP  | DNP  | DNP  | T25  | CUT  |
| Open Championship | DNP  | DNP  | T27  | DNP  |      |

DNP = nicht teilgenommen

CUT = Cut nicht geschafft

„T“ geteilte Platzierung

Grüner Hintergrund für Siege

Gelber Hintergrund für Top 10